# Pelargonium cortusifolium
Pelargonium cortusifolium är en näveväxtart som beskrevs av L'hér.. Pelargonium cortusifolium ingår i släktet pelargoner, och familjen näveväxter. Inga underarter finns listade i Catalogue of Life.